# جنکین وایتساید
جنکین وایتساید (به انگلیسی: Jenkin Whiteside) سناتور سابق عضو حزب دموکرات-جمهوری‌خواه بود. وی در سال ۱۸۰۹ تا ۱۸۱۱ میلادی سناتور ایالت تنسی در سنای ایالات متحده آمریکا بود.